# Les Enfants de Frankenstein
Pour plus de détails, voir Fiche technique et Distribution.
Les Enfants de Frankenstein (Grave of the Vampire) est un film américain réalisé par John Hayes, sorti en 1972.

## Synopsis
Venu flirter une nuit dans un cimetière, un jeune couple est soudainement attaqué par un vampire qui a surgi de sa tombe. Alors que le jeune homme succombe sous ses morsures, la jeune fille, elle, survit après que le monstre l'ait violée. Cette dernière accouche finalement d'un bébé au goût prononcé pour le sang. Une fois adulte, le fils du vampire devra faire face à une terrible vérité...

## Fiche technique
- Titre français : Les Enfants de Frankenstein
- Titre alternatif : Bébé Vampire
- Titre original : Grave of the Vampire
- Réalisation : John Hayes
- Scénario : David Chase
- Musique : Jaime Mendoza-Nava
- Photographie : Paul Hipp
- Montage : John Hayes
- Production : Daniel Cady
- Société de production : Millenium Production
- Société de distribution : Entertainment Pyramid
- Pays de production:  États-Unis
- Langue : Anglais
- Budget : 50 000 dollars (estimation)[1]
- Format : Couleur - Mono - 35 mm - 1.85:1
- Genre : Horreur
- Durée : 86 min
- Date de sortie :
  - États-Unis : 23 août 1972

## Distribution
- William Smith (VF : Michel Barbey) : James Eastman
- Michael Pataki (VF : Jacques Berthier) : Caleb Croft
- Lyn Peters (VF : Claude Chantal) : Anne Arthur
- Diane Holden (VF : Lily Baron) : Anita Jacoby
- Kitty Vallacher (VF : Jeanine Freson) : Leslie Hollander
- Eric Mason (VF : Claude Joseph) : le lieutenant Panzer
- William Guhl (VF : Jean Violette) : le sergent Duffy
- Abbi Henderson (VF : Marcelle Lajeunesse) : Carol Moskowitz
- Carmen Argenziano (VF : Alain Dorval) : Sam

## Commentaire
Comme cela arrivait souvent dans les années 1970 (cf. nombre d'œuvres de l'espagnol Paul Naschy), le titre français ne rend pas du tout compte du contenu de ce film de vampires. À aucun moment, en effet, le célèbre savant fou n'y fait la moindre apparition.
Tournée en à peine 11 jours, sur un budget de 50,000 $, cette modeste réalisation de John Hayes renouvelle son sujet en apportant une descendance littérale au vampire traditionnel. Sur une idée relativement proche de Rosemary's Baby (1967), le scénario propose néanmoins un affrontement du monstre avec sa propre progéniture qui, une fois adulte, devra faire face à sa véritable nature.
Sur un canevas très proche, le français Édouard Molinaro proposera en 1976 sa variation vaudevillesque, dans Dracula père et fils avec Christopher Lee.
D'un physique trapu le prédisposant peu à ce genre de rôle, l'acteur Michael Pataki incarnera pourtant de nouveau un vampire confronté à sa descendance dans Zoltan chien sanglant de Dracula d'Albert Band en 1978. Il croisera par ailleurs le Dracula comique joué cette fois par George Hamilton dans Le Vampire de ces dames (1979) de Stan Dragoti.

## Autour du film
- Le film a également été exploité sous le titre plus légitime de Bébé vampire.
- À la suite d'une négligence concernant ses droits d'exploitation, Les Enfants de Frankenstein appartient désormais au domaine public sur le territoire américain.

## DVD
- France :

Le film est sorti sur le support DVD.
- Bébé Vampire (DVD-9 Keep Case) sorti le 4 avril 2017 édité par Artus Films et distribué par Arcadès. Le ratio écran est celui d'origine (1.85:1 panoramique 16:9) en audio Anglais et Français 1.0 Dolby Digital. Présence de sous-titres français. En supplément : documentaire "La Tombe du vampire" (27 minutes) et bandes annonces de l'éditeur. La durée du film est de 85 minutes. Il s'agit d'une édition Zone 2 Pal. ASIN B01NSJ6Y9